# Portobello Road
Portobello Road – ulica w zachodnim Londynie, w dzielnicy Notting Hill, na terenie gminy Kensington and Chelsea. Regularnie odbywa się na niej targ staroci oraz innych towarów, stanowiący znaczącą atrakcję turystyczną.
Ulica biegnie w kierunku północno-zachodnim i północnym od skrzyżowania z Pembridge Road, niedaleko stacji metra Notting Hill Gate, a kończy jako zaułek na osiedlu mieszkaniowym w Kensal Town.

## Historia
Ulica swoją nazwę wzięła od położonego przy niej gospodarstwa Portobello Farm, które z kolei nazwane zostało na pamiątkę zwycięstwa brytyjskiej floty w Portobello w 1739 roku. Obszar ten pozostawał niezabudowany do połowy XIX wieku, kiedy to na obszarze na zachód od Portobello Road, wzdłuż ulicy Ladbroke Grove rozwinęła się zamożna dzielnica mieszkaniowa. Portobello Road wkrótce zaczęła pełnić funkcję handlową – powstały wzdłuż niej sklepy i obiekty usługowe, a także domy dla klasy robotniczej. Targ na Portobello Road zaczął działać na przełomie lat 60. i 70. XIX wieku. Początkowo otwarty był wyłącznie w soboty, a sprzedawano na nim głównie żywność. W drugiej połowie XX wieku targ przeobraził się w miejsce sprzedaży antyków. W latach 80., po długim okresie zaniedbania ulicy, zapoczątkowany został proces jej gentryfikacji.
W 1910 roku przy ulicy otwarte zostało kino Electric Cinema, które funkcjonuje do dziś i jest jednym z najstarszych w Londynie.

## Targ
Według organizatorów targ przy Portobello Road jest największym targiem staroci na świecie. Głównym dniem targowym jest sobota, choć na mniejszą skalę targ otwarty jest także od poniedziałku do piątku. Poza antykami sprzedawane są tu m.in. świeża żywność, street food, odzież, dzieła sztuki i różnego rodzaju przedmioty z drugiej ręki.